# Vlag van Rivne (oblast)

Vlag van Rivne (ratio 2:3)

De huidige vlag van Rivne is in gebruik sinds 9 augustus 2005 en toont drie horizontale banen in de twee kleuren van de vlag van Oekraïne op een witte achtergrond, met in het midden het wapen van Rivne. Dit wapen is een rood schild, omringd door goudkleurige versierselen, met in het midden van het schild een wit Kozakkenkruis.
De vlag is de opvolger van de vlag die op 11 december 2001 werd aangenomen. Deze toonde het toenmalige wapen op een blauwe achtergrond, met aan de linker- en rechterkant van de vlag een gele verticale baan.